# Torneio de Montreux de 1987
O Torneio de Montreux de 1987 foi a 51ª edição do Torneio de Montreux.

## Resultados
|   | Equipa         | Pts | J | V | E | D | GM | GS | DG  |
| - | -------------- | --- | - | - | - | - | -- | -- | --- |
| 1 | Portugal       | 15  | 8 | 7 | 1 | 0 | 45 | 11 | 34  |
| 2 | Argentina      | 12  | 8 | 4 | 4 | 0 | 31 | 10 | 21  |
| 3 | Estados Unidos | 9   | 8 | 2 | 5 | 1 | 21 | 19 | 2   |
| 4 | Alemanha       | 9   | 8 | 4 | 1 | 3 | 25 | 27 | -2  |
| 5 | Vilanueva      | 8   | 8 | 3 | 2 | 3 | 19 | 25 | -6  |
| 6 | Montreux HC    | 7   | 8 | 2 | 3 | 3 | 16 | 14 | 2   |
| 7 | Moçambique     | 5   | 8 | 2 | 1 | 5 | 17 | 22 | -5  |
| 8 | Angola         | 4   | 8 | 1 | 2 | 5 | 9  | 18 | -9  |
| 9 | França         | 3   | 8 | 1 | 1 | 6 | 12 | 49 | -37 |

|                | Suíça | Argentina | Espanha | Portugal | Alemanha | França | Angola | Moçambique | Estados Unidos |
| -------------- | ----- | --------- | ------- | -------- | -------- | ------ | ------ | ---------- | -------------- |
| Montreux HC    |       |           |         |          |          |        |        |            |                |
| Argentina      | 2-2   |           |         |          |          |        |        |            |                |
| Vilanueva      | 1-1   | 0-5       |         |          |          |        |        |            |                |
| Portugal       | 2-0   | 2-2       | 10-3    |          |          |        |        |            |                |
| Alemanha       | 3-2   | 0-4       | 6-5     | 0-7      |          |        |        |            |                |
| França         | 2-5   | 1-11      | 0-4     | 1-14     | 0-6      |        |        |            |                |
| Angola         | 0-3   | 1-1       | 1-2     | 1-3      | 3-5      | 1-3    |        |            |                |
| Moçambique     | 2-1   | 1-3       | 1-3     | 2-3      | 3-2      | 4-4    | 0-1    |            |                |
| Estados Unidos | 2-2   | 3-3       | 1-1     | 2-4      | 3-3      | 4-1    | 1-1    | 5-4        |                |

## Classificação final
| Lugar | Seleção        |
| ----- | -------------- |
|       | Portugal       |
|       | Argentina      |
|       | Estados Unidos |
| 4     | Alemanha       |
| 5     | Vilanueva      |
| 6     | Montreux HC    |
| 7     | Moçambique     |
| 8     | Angola         |
| 9     | França         |

| Torneio Montreux 1987 |
| --------------------- |
| Portugal              |
| PORTUGAL 12.º         |